# تشارلز سوبراج
تشارلز سوبراج (مواليد 6 أبريل 1944) هو قاتل متسلسل، محتال ولص، كان يقتل السياح الغربيين الذين يسافرون على درب الهيبيز في جنوب آسيا خلال السبعينيات. أشتهر بلقب قاتل البيكيني بسبب ملابس العديد من ضحاياه. يُعتقد أن سوبراج قتل ما لا يقل عن 20 سائحًا في جنوب و جنوب شرق آسيا، من بينهم 14 ضحية في تايلاند.
ويعتقد أن سوبراج قتل ما لا يقل عن 20 سائحا في جنوب وجنوب شرق آسيا، بما في ذلك 14 في تايلاند. أدين وسجن في الهند من عام 1976 إلى عام 1997. وبعد إطلاق سراحه عاد إلى فرنسا. ذهب سوبراج إلى نيبال في عام 2003، حيث تم القبض عليه وحوكم وحكم عليه بالسجن مدى الحياة. وفي 21 ديسمبر/كانون الأول 2022، أمرت المحكمة العليا في نيبال بإطلاق سراحه من السجن بسبب كبر سنه، بعد أن قضى 19 عامًا من عقوبة السجن. وفي 23 ديسمبر/كانون الأول، أُطلق سراحه وتم ترحيله إلى فرنسا.
وصف بأنه "وسيم وساحر وخالي من أي وازع على الإطلاق"، استخدم مظهره ومكره لتعزيز مسيرته الإجرامية. ومن المعروف أنه استمتع بالأضواء التي كانت مسلطه عليه. كان سوبراج موضوعا لأربعة أفلام ذاتية، وثلاثة أفلام وثائقية ومسلسل درامي بعنوان "الثعبان" من انتاج مشترك من قبل بي بي سي ونتفليكس في عام 2021.

## النشأة
ولد سوبراج في 6 أبريل 1944 في سايغون، داخل اتحاد الهند الصينية، لأب هندي وأم فيتنامية. كون مسقط رأس سوبراج منطقة استعمارية فرنسية جعله مؤهلاً للحصول على الجنسية الفرنسية. لم يكن والديه متزوجين قط وأنكر والده الأبوة. استقبل زوج والدته الجديد سوبراج، وهو ملازم في الجيش الفرنسي متمركز في الهند الصينية الفرنسية. تم إدخال اسمه باسم تشارلز جورموخ سوبراج في سجلات الكنيسة عام 1959. في عائلته الجديدة، شعر بالإهمال لصالح أخوته اللاحقين. واصل سوبراج التحرك ذهابًا وإيابًا بين جنوب شرق آسيا وفرنسا مع العائلة.
عندما كان مراهقًا، بدأ في ارتكاب جرائم صغيرة؛ حصل على أول حكم بالسجن بتهمة السطو في عام 1963، وقضى عقوبته في سجن بواسي بالقرب من باريس. أثناء سجنه، تلاعب سوبراج بمسؤولي السجن لمنحه خدمات خاصة، مثل السماح له بالاحتفاظ بالكتب في زنزانته. في نفس الوقت تقريبًا، التقى بفيليكس ديسكوجن، وهو شاب ثري ومتطوع في السجن.
بعد إطلاق سراحه المشروط، انتقل سوبراج للعيش مع ديسكوجن وقضى وقته في التنقل بين المجتمع الراقي في باريس وعالم الجريمة. بدأ في تجميع الثروات من خلال سلسلة من عمليات السطو والاحتيال. خلال هذا الوقت، التقى سوبراج وبدأ علاقة رومانسية مع شانتال كومبانيون، وهي امرأة باريسية شابة من عائلة محافظة. اقترح سوبراج الزواج من كومبانيون، ولكن تم القبض عليه في وقت لاحق من نفس اليوم لمحاولته التهرب من الشرطة أثناء قيادة سيارة مسروقة. وحُكم عليه بالسجن لمدة ثمانية أشهر، لكن شانتال ظلت داعمة له طوال فترة عقوبته. تزوج سوبراج وكومبانيون عند إطلاق سراحه.
بحلول عام 1970، أصبح مواطنًا فرنسيًا من خلال والدته، حيث كانت مواطنة بالولادة في فيتنام، وهي مستعمرة فرنسية سابقة.
غادر سوبراج فرنسا مع رفيقته الحامل في عام 1970 متوجهين إلى آسيا هربًا من الاعتقال. بعد السفر عبر أوروبا الشرقية بوثائق مزورة، وسرقة السياح الذين صادقوهم على طول الطريق، وصل سوبراج إلى بومباي (مومباي) في وقت لاحق من نفس العام. أنجبت شانتال طفلة اسمها أوشا في المدينة. في غضون ذلك، استأنف سوبراج حياته الإجرامية، حيث أدار عملية سرقة سيارات وتهريب. ذهبت أرباح سوبراج المتزايدة نحو إدمانه الناشئ على القمار.
في عام 1973، ألقي القبض على سوبراج وسجن بعد محاولة سطو مسلح فاشلة على محل مجوهرات في نيودلهي. تمكن سوبراج من الهروب بمساعدة كومبانيون عن طريق ادعاء المرض، ولكن تم القبض عليه مرة أخرى بعد ذلك بوقت قصير. اقترض سوبراج المال من والده بكفالة، وسرعان ما هرب بعد ذلك إلى كابول. هناك، بدأ الزوجان في سرقة السائحين على طريق الهبي وتم القبض عليهما مرة أخرى. هرب سوبراج بنفس الطريقة التي هرب بها في الهند، متظاهرًا بالمرض وقام بتخدير حارس المستشفى. فر سوبراج إلى إيران تاركًا عائلته وراءه. كومبانيون، على الرغم من أنه لا تزال مخلصه لسوبراج، كانت ترغب في ترك ماضيه الإجرامي والعودة إلى فرنسا، متعهده بعدم رؤيته مرة أخرى أبدًا.
أمضى سوبراج العامين التاليين هاربًا، مستخدمًا ما يصل إلى 10 جوازات سفر مسروقة. مر عبر بلدان مختلفة في أوروبا الشرقية والشرق الأوسط. وانضم إلى سوبراج أخوه الأصغر غير الشقيق أندريه في اسطنبول. أصبح سوبراج وأندريه شريكين في الجريمة، وشاركا في أنشطة إجرامية مختلفة في كل من تركيا واليونان. تم القبض على الثنائي في نهاية المطاف في أثينا. بعد أن فشلت خدعة تبديل الهوية، تمكن سوبراج من الفرار لكن أخوه غير الشقيق بقي وراءه. سلمت السلطات اليونانية أندريه إلى الشرطة التركية وقضى حكماً بالسجن لمدة 18 عاماً.

## جرائم القتل
أثناء فراره، قام سوبراج بتمويل أسلوب حياته من خلال التظاهر بأنه إما بائع مجوهرات أو تاجر مخدرات لإثارة إعجاب السياح وتكوين صداقات معهم، الذين احتال عليهم. في الهند، التقى سوبراج بماري أندريه لوكلير من ليفيس، كيبيك، وهي سائحة تبحث عن المغامرة. أصبحت لوكلير، الذي سيطر عليها سوبراج، من أكثر أتباعه إخلاصًا، وغضت الطرف عن جرائمه وعلاقاته مع النساء المحليات.
جمع سوبراج أتباعه من خلال كسب ولائهم. كانت عملية الاحتيال النموذجية هي مساعدة هدفه على الخروج من المواقف الصعبة. وفي إحدى الحالات، ساعد اثنين من رجال الشرطة الفرنسيين السابقين، يانيك وجاك، في استعادة جوازات السفر المفقودة التي سرقها سوبراج بنفسه بالفعل. وفي مخطط آخر، قدم سوبراج المأوى للفرنسي دومينيك رينيلو، الذي بدا أنه يعاني من الزحار. لقد سممه سوبراج بالفعل. وانضم إليه شاب هندي، أجاي شودري، زميل مجرم أصبح الرجل الثاني في عصابة سوبراج.
ارتكب سوبراج وشودري أولى جرائم القتل المعروفة لهما في عام 1975. وكان معظم الضحايا قد أمضوا بعض الوقت معهما قبل وفاتهم، وتم تجنيدهم، وفقًا للمحققين، من قبل سوبراج وشودري للانضمام إليهما في جرائمهما. ادعى سوبراج أن معظم جرائم القتل التي ارتكبها كانت عبارة عن جرعات زائدة من مخدرات التيمازيبام والهيروين، لكن المحققين ذكروا أن الضحايا هددوا بفضح سوبراج، وهو دافعه للقتل. الضحية الأولى كانت شابة من سياتل، تيريزا نولتون والتي عُثر عليها غارقة في خليج تايلاند، وهي ترتدي بيكيني مزهر. بعد أشهر، أثبت تشريح جثة نولتون، وكذلك أدلة الطب الشرعي، أن غرقها، الذي كان يُعتقد في الأصل أنه حادث سباحة، كان جريمة قتل.
الضحية التالية كانت شابًا يهوديًا تركيًا، يُدعى فيتالي حكيم، تم العثور على جثته المحترقة على الطريق المؤدي إلى منتجع باتايا، حيث كان يقيم سوبراج وطائفته المتنامية. تمت دعوة الطلاب الهولنديين هينك بينتانيا، 29 عامًا، وخطيبته كورنيليا هيمكر، 25 عامًا، إلى تايلاند بعد لقائهما يسوبراج في هونغ كونغ. لقد تم تسميمهم، مثل كثيرين آخرين، على يد سوبراج ، الذي عالجهم واعادهم إلى صحتهم من أجل كسب طاعتهم. أثناء تعافيهم، زار سوبراج صديقة ضحيته السابقة الفرنسية شارمين كارو، التي جاءت للتحقيق في اختفاء صديقها. خوفًا من الانكشاف، سارع سوبراج وشودري إلى دفع بينتانجا وهيمكر للخروج. تم العثور على جثثهم مخنوقة ومحترقة في 16 ديسمبر 1975. وبعد فترة وجيزة، تم العثور على كارو غارقة وترتدي ملابس سباحة مشابهة لملابس السباحة التي كانت ترتديها ضحية سوبراج السابقة، تيريزا نولتون. على الرغم من أن المحققين لم يعتقدوا ان هناك صلة بقتل المرأتين في ذلك الوقت، إلا أنهما اطلقوا لاحقًا لقب "قاتل البكيني" على سوبراج.
في 18 ديسمبر/كانون الأول، وهو اليوم الذي تم فيه التعرف على جثتي بينتانيا وهيمكر، دخل سوبراج ولوكليرك نيبال باستخدام جوازي سفر الزوجين المتوفين. التقيا في نيبال، وفي الفترة ما بين 21 و22 ديسمبر/كانون الأول، قتلا الكندي لوران كاريير، 26 عامًا، والأمريكية كوني جو برونزيتش، 29 عامًا؛ تم التعرف على الضحيتين بشكل غير صحيح من قبل بعض المصادر على أنهما لادي دوبار وأنابيلا تريمونت. عاد سوبراج ولوكليرك إلى تايلاند مستخدمين جوازات سفر ضحاياهم الأخيرة قبل التعرف على جثثهم. عند عودته إلى تايلاند، اكتشف سوبراج أن رفاقه الفرنسيين الثلاثة بدأوا يشتبهون به بارتكاب جريمة قتل متسلسلة، بعد أن عثروا على وثائق تخص ضحايا القتل. ثم فر رفاق سوبراج السابقون إلى باريس بعد إخطار السلطات المحلية.
كانت وجهة سوبراج التالية إما فاراناسي أو كلكتا، حيث قتل الباحث الإسرائيلي أفوني جاكوب للحصول على جواز سفر جاكوب. استخدم سوبراج جواز السفر للسفر مع لوكليرك وشودري. أولاً إلى سنغافورة، ثم إلى الهند، وفي مارس 1976، عاد إلى بانكوك، على الرغم من علمه بأن السلطات هناك تبحث عنه. تم استجواب عشيرة سوبراج من قبل الشرطة التايلاندية فيما يتعلق بجرائم القتل، لكن تم إطلاق سراحهم.
في هذه الأثناء، كان الدبلوماسي الهولندي هيرمان كنبنبرغ وزوجته آنذاك أنجيلا كين يحققان في مقتل بينتانيا وهيمكر.
كان لدى كنبنبرغ بعض المعرفة سوبراج، وربما التقى به، على الرغم من أن الهوية الحقيقية للأخير لا تزال غير معروفة للدبلوماسي، الذي واصل جمع الأدلة. بمساعدة نادين وريمي جيريس (جيران سوبراج)، أقام كنبنبرج قضية ضده. وفي النهاية حصل على إذن من الشرطة بتفتيش منزل سوبراج بعد شهر كامل من مغادرة المشتبه به البلاد. وعثر كنبنبرغ على أدلة، بما في ذلك وثائق الضحايا وجوازات سفرهم، بالإضافة إلى السموم والمحاقن.
وكانت المحطة التالية للثلاثي الإجرامي هي ماليزيا، حيث أرسل شودري لسرقة بعض الأحجار الكريمة. شوهد شودري وهو يسلم الجواهر إلى سوبراج. كانت هذه آخر مرة شوهد فيها. لم يتم العثور على شودري ولا رفاته. يُعتقد أن سوبراج قتل شريكه السابق قبل مغادرة ماليزيا لمواصلة دوره ودور لوكليرك كتجار الأحجار الكريمة في جنيف. ادعى مصدر لاحقًا أنه شاهد شودري في ألمانيا الغربية، لكن يبدو أن هذا الادعاء لا أساس له من الصحة، لذلك استمر البحث عن شودري.
في مايو 1976، أصدر الإنتربول مذكرة اعتقال دولية بحق سوبراج، والتي اتهمته بارتكاب أربع جرائم قتل في تايلاند.
بالعودة إلى آسيا، بدأ سوبراج في تشكيل مجموعة إجرامية جديدة، بدءًا من امرأتين غربيتين، باربرا سميث وماري إلين إيثر، في بومباي. الضحية التالية سوبراج كان الفرنسي جان لوك سولومون الذي تسمم أثناء عملية سطو. وقد ارتكب الفعل بقصد تخدير سولومون لكنه قتله.
في يوليو 1976 في نيودلهي، خدع سوبراج، الذي انضمت إليه عشيرته الإجرامية المكونة من ثلاث نساء، مجموعة سياحية من طلاب الدراسات العليا الفرنسيين لقبولهم كمرشدين سياحيين. قام سوبراج بتخديرهم بإعطائهم حبوبًا مسمومة قال لهم إنها أدوية مضادة للدوسنتاريا. وعندما بدأ مفعول الأدوية بسرعة أكبر مما توقع سوبراج، بدأ الطلاب يفقدون وعيهم. وأدرك ثلاثة من الطلاب ما فعله سوبراج، فتغلبوا عليه واتصلوا بالشرطة، مما أدى إلى القبض عليه. اعترف شريكا سوبراج، سميث وإيثر، أثناء الاستجواب. تم اتهام سوبراج بقتل سولومون وتم إرسال الأربعة جميعًا إلى سجن تيهار في نيودلهي.

## السجن في الهند
حاول سميث وإيثر الانتحار في السجن خلال العامين اللذين سبقا محاكمتهما. سوبراج، الذي دخل بجواهر ثمينة مخبأة في جسده وكان من ذوي الخبرة في الرشوة، كان يعيش بشكل مريح في السجن. لقد حول محاكمته إلى مشهد، حيث قام بتعيين وطرد المحامين حسب الرغبة، وجلب شقيقه أندريه المفرج عنه مؤخرًا للمساعدة، وفي النهاية بدأ إضرابًا عن الطعام. وحكم عليه بالسجن 12 عاما. وادينت لوكليرك بتخدير الطالبات الفرنسيات، لكن تم إطلاق سراحها لاحقًا وعادت إلى كندا عندما أصيبت بسرطان المبايض. كانت لا تزال تدعي براءتها، وبحسب ما ورد كانت لا تزال موالية لسوبراج عندما توفيت في منزلها في أبريل 1984. وكانت تبلغ من العمر 38 عامًا.
وصلت رشوة سوبراج المنهجية لحراس سجن تيهار إلى مستويات عالية. عاش حياة فاخرة داخل السجن، مع وجود التلفزيون والطعام الفاخر، بعد أن أصبح صديقًا لكل من الحراس والسجناء. أجرى مقابلات مع مؤلفين وصحفيين غربيين، مثل ريتشارد نيفيل من مجلة أوز في عام 1977 وآلان داوسون في عام 1984. وكان نيفيل برفقة زوجته المستقبلية، جولي كلارك، التي كتبت عنه كثيرًا. قال كلارك إن سوبراج باع حقوق قصة حياته لرجل أعمال في بانكوك، الذي باعها بعد ذلك إلى دار نشر. بسبب خبرة نيفيل بمسار الهيبيين، عرض عليه مجلس إدارة الدارعقدًا للذهاب إلى دلهي للبحث في القضية، على الرغم من أنه وكلارك، وكلاهما صحفيان في مدينة نيويورك، ليس لديهما خبرة في التقصي عن الجرائم. لقد كانوا خارج نطاق تخصصهم، وكان عليهم التعامل مع "مبعوثي" سوبراج المخيفين، الذين أبقوهم تحت المراقبة ورتبوا لهم زيارته في السجن، حيث وصف جرائم القتل بالتفصيل. كانت كلارك مرتاحًا جدًا عندما غادروا دلهي.
على الرغم من أن سوبراج تحدث بحرية مع نيفيل وكلارك بشأن جرائم القتل التي ارتكبها، إلا أنه نفى لاحقًا كل ما قاله لهما، وتظاهر بأن أفعاله كانت انتقامًا من "الإمبريالية الغربية" في آسيا.
كان من المقرر أن تنتهي عقوبة سجن سوبراج في الهند قبل انتهاء فترة قانون التقادم التايلاندي البالغة 20 عامًا، مما يضمن تسليمه وإعدامه شبه المؤكد بتهمة القتل في تايلاند. لذلك في مارس 1986، في عامه العاشر في السجن، أقام سوبراج حفلًا كبيرًا لحراسه وزملائه السجناء، وقام بتخديرهم بأقراص منومة وهرب من السجن واعتقلت شرطة مومباي سوبراج في أحد المطاعم في وقت لاحق. وتم تمديد عقوبة سجنه لمدة عشر سنوات، تماما كما كان يأمل. في 17 فبراير 1997، أُطلق سراح سوبراج البالغ من العمر 52 عامًا بعد انتهاء صلاحية معظم أوامر الاعتقال والأدلة وحتى الشهود ضده منذ فترة طويلة. ومع عدم وجود أي دولة لتسليمه إليها، سمحت له السلطات الهندية بالعودة إلى فرنسا.

## السجن في نيبال
تقاعد سوبراج ليعيش حياة مريحة في ضواحي باريس. لقد تقاضى مبالغ كبيرة مقابل المقابلات والصور الفوتوغرافية. تم بيع حقوق فيلم مستوحى من حياته بأكثر من 15 مليون دولار أمريكي.
في عام 2003، عاد سوبراج إلى نيبال، وهي واحدة من الدول القليلة التي لا يزال من الممكن اعتقاله فيها والتي لا تزال السلطات تبحث عنه بفارغ الصبر. عاد سوبراج إلى كاتماندو لتأسيس شركة للمياه المعدنية. يُعتقد أن عودته كانت نتيجة توقه إلى الاهتمام والاضواء والثقة المفرطة في عقله.
في 1 سبتمبر 2003، رصد أحد الصحفيين سوبراج في كازينو في كاتماندو. تبعه الصحفي لمدة أسبوعين وكتب تقريرًا إخباريًا في صحيفة الهيمالايا تايمز متضمنًا الصور. واطلعت الشرطة النيبالية على التقرير، وداهمت الكازينو وألقت القبض على سوبراج غير المدرك، الذي كان لا يزال يقامر هناك. أعادت الشرطة فتح قضية القتل المزدوج من عام 1975. وفي 20 أغسطس 2004، حكمت محكمة مقاطعة كاتماندو على سوبراج بالسجن مدى الحياة بتهمة قتل كوني جو برونزيتش عام 1975.
معظم الأدلة المصورة المستخدمة ضده في هذه القضية تم جمعها من قبل الدبلوماسي الهولندي كنبنبرغ وزوجته آنذاك أنجيلا كين والإنتربول. واستأنف سوبراج الحكم مدعيا أنه حُكم عليه دون محاكمة. وأعلن محاميه أن شانتال كومبانيون، زوجة سوبراج في فرنسا، رفعت دعوى أمام المحكمة الأوروبية لحقوق الإنسان ضد الحكومة الفرنسية لرفضها تقديم أي مساعدة له.
وفي أواخر عام 2007، ناشد محامي سوبراج الرئيس الفرنسي آنذاك نيكولا ساركوزي التدخل في شؤون نيبال. في عام 2008، أعلن سوبراج خطوبته على امرأة نيبالية تدعى نيهيتا بيسواس. في 7 يوليو 2008، أصدر سوبراج بيانًا صحفيًا عبر خطيبته بيسواس، ادعى فيه أنه لم تتم إدانته أبدًا بارتكاب جريمة قتل من قبل أي محكمة، وطلب من وسائل الإعلام عدم الإشارة إليه على أنه قاتل متسلسل.
في يوليو 2010، أجلت المحكمة العليا في نيبال الحكم على الاستئناف الذي قدمه سوبراج ضد حكم المحكمة المحلية الذي حكم عليه بالسجن مدى الحياة بتهمة قتل الرحالة الأمريكية كوني جو برونزيتش في عام 1975. وقد استأنف سوبراج حكم محكمة مقاطعة كاتماندو في عام 2010.
في 30 يوليو/تموز 2010، أيدت المحكمة العليا الحكم المؤبد الذي أصدرته المحكمة المحلية بتهمة قتل كوني جو برونزيتش، بالإضافة إلى سنة أخرى وغرامة قدرها 2000 روبية لدخول نيبال بشكل غير قانوني. كما أمرت المحكمة بمصادرة جميع ممتلكات صبحراج. أعربت بيسواس، زوجة سوبراج المفترضة وحماتها شاكونتالا ثابا، المحامية، عن عدم رضاهما عن الحكم، حيث ادعى ثابا أن صبحراج قد حُرم من العدالة وأن "القضاء فاسد". وقد تم اتهامهم وإرسالهم إلى الحبس القضائي بتهمة ازدراء المحكمة بسبب هذه التصريحات.
في 18 سبتمبر 2014، أُدين سوبراج في محكمة منطقة بهاكتابور بقتل السائح الكندي لوران كاريير عام 1975، وحُكم عليه بالسجن لمدة 20 عامًا. في عام 2018، كان سوبراج في حالة حرجة وخضع للعديد من عمليات القلب المفتوح وكان من المقرر إجراء المزيد من العمليات الجراحية.
في 21 ديسمبر/كانون الأول 2022، أمرت المحكمة العليا في نيبال بإطلاق سراحه من السجن بسبب كبر سنه، بعد أن قضى 19 عامًا من عقوبة السجن. وقد أُمر بمغادرة البلاد في غضون 15 يومًا. وفي 23 ديسمبر/كانون الأول 2022، أُطلق سراحه من السجن بسبب عمره وحسن سلوكه. تم ترحيله إلى فرنسا ولن يتمكن من العودة إلى نيبال لمدة 10 سنوات على الأقل.